# Mactra glauca
Mactra glauca ist eine Muschelart aus der Familie der Trogmuscheln (Mactridae).

## Merkmale
Das gleichklappige, leicht aufgeblähte Gehäuse erreicht eine Adultgröße von 8 bis 12 cm. Es ist ungleichseitig, die kleinen, spitzen, nach vorne geneigten Wirbel befinden sich vor der Mittellinie (bei etwa 45 % der Gehäuselänge vom Vorderende entfernt). Der Gehäuseumriss ist leicht querelliptisch, das Länge-/Höhe-Verhältnis beträgt etwa 1,3. Der kürzere, vordere Dorsalrand sitzt etwas tiefer als der längere, hintere Dorsalrand. Hinterer und vorderer Dorsalrand sind nur schwach konvex gewölbt. Vorder- und Hinterende sind gut gerundet. Das geschlossene Gehäuse klafft am Vorder- und am Hinterende.
Es ist ein externes und ein internes Ligament vorhanden; sie werden durch ein dünnes, cremefarbenes Septum voneinander getrennt. Das externe, hinter dem Wirbel gelegene Ligament ist ein kleines, dunkelbraunes Band. Das interne Ligament sitzt in einem großen, löffelförmigen Fortsatz (Chondrophor). Die Spitze der Grube sitzt direkt unter den Wirbeln. Die Lunula ist lanzettförmig, aber wenig deutlich abgesetzt. Die Area ist konvex und deutlicher markiert.
Die linke Klappe zeigt drei Kardinalzähne, zwei die eine umgekehrt v-förmige Struktur direkt vor der Ligamentgrube bilden, und ein sehr kleiner, dünner Lateralzahn zwischen der Ligamentgrube und den beiden großen Kardinalzähnen, der aber sehr leicht abbricht. Dicht am Gehäuserand und parallel dazu verlaufend, sind vorn und hinten je ein kleiner, lamellenartiger Seitenzahn vorhanden. In der rechten Klappe sind zwei Kardinalzähne vorhanden, und je zwei schwach ausgebildeter, lamellenartiger, vorderer und hinterer Lateralzahn. Die jeweils unteren Lateralzähne sind jeweils etwas länger als die oberen Lateralzähne. Der Mantel ist nur flach eingebuchtet, der Scheitel der Bucht reicht nur wenig über den hinteren Schließmuskeleindruck hinaus. Es sind zwei Schließmuskeln vorhanden.
Die Schale ist dünnwandig, aber fest. Die Ornamentierung besteht aus feinen konzentrischen Linien und Gruben, die im hinteren Dorsalbereich auch gröber sein können. Auf der (creme)weißen Schale sind radiale blassbraune Strahlen vorhanden. Das Periostracum ist blassbraun und wird jeweils zum Vorder- und Hinterende hin etwas dunkler. Der innere Gehäuserand ist glatt, die Innenseiten sind weiß-glänzend mit blassbrauner Tönung.

Rechte und linke Klappe des gleichen Tieres:

Rechte Klappe
Linke Klappe

## Geographische Verbreitung, Lebensraum und Lebensweise
Das Verbreitungsgebiet der Art erstreckt sich vom Ärmelkanal bis in das Mittelmeer. Sie lebt in meist sauberen sandigen Böden von etwas unterhalb der Niedrigwasserlinie bis in etwa 44 Meter Wassertiefe. Sie leben nur wenige Zentimeter tief eingegraben im Sand.

## Taxonomie
Das Taxon wurde von 1778 von Ignaz von Born aufgestellt. Die MolluscaBase akzeptiert das Taxon als gültige Art.

## Belege

### Online
- Marine Bivalve Shells of the British Isles: Mactra glauca (Born, 1778) (Website des National Museum Wales, Department of Natural Sciences, Cardiff)